# Franck Lhomeau
Pour les articles homonymes, voir Lhomeau.
Franck Lhomeau, né en 1955 à Nantes, est un écrivain, historien et éditeur français.

## Biographie
Après des études de philosophie, Franck Lhomeau fonde, avec Alain Coelho, les éditions Le Temps singulier, en 1979, puis les éditions Joseph K. qu'il dirige depuis leur création en 1994. 
Aux éditions Joseph K., Franck Lhomeau édite notamment le monumental Dictionnaire des littératures policières (sous la dir. de Claude Mesplède), l’ensemble des Entretiens et conférences de Georges Perec (sous la dir. de Mireille Ribière et Dominique Bertelli), la Correspondance Georges Perros-Michel Butor (éd. établie et annotée par Michel Butor et Franck Lhomeau), la Correspondance Michel Leiris-Jacques Baron (éd. établie et annotée par Patrice Allain et Gabriel Parnet), les Articles politiques et littéraires de Paul Nizan (éd. établie et annotée  par Anne Mathieu), ainsi que des inédits de Georges Perros, Jacques Spitz, Victor Serge ou Jean Meckert. Il est aussi le rédacteur en chef de la revue Temps Noir, consacrée aux littératures policières,, qu'il a lancée en 1998.
Parallèlement, il a conçu plusieurs expositions, et publié divers ouvrages et articles littéraires.
En 2015, il dirige, avec Alban Cerisier, C'est l'histoire de la Série Noire 1945-2015 (ouvrage collectif, Gallimard), pour les 70 ans de la Série Noire.
En 2020 et 2021, il rassemble, présente et édite les chroniques cinématographiques de Michel Audiard, Chaque fois qu'un innocent a l'idée de monter un chef-d'œuvre, le chœur des cafards entre en transe…,, ainsi que ses reportages et nouvelles : Ça ne me regarde pas.

## Publications (sélection)
- Gainsbourg[8], Alain Coelho, Franck Lhomeau et Serge Gainsbourg, Éditions Denoël, 1986 (nouvelle édition augmentée, 1992).
- Julien Gracq, écrivain[9], Alain Coelho, Franck Lhomeau, Jean-Louis Poitevin, Éditions Siloë, 1988
- Marcel Proust à la recherche d'un éditeur[10],[11],[12], Franck Lhomeau, Alain Coelho, éditions Olivier Orban, 1988
- Dernières nouvelles des étoiles : l'intégrale Serge Gainsbourg, éd. établie et annotée par Franck Lhomeau, Plon, 1994 (réédition Pocket, 1994).
- Serge Gainsbourg, Movies, scénarios de Serge Gainsbourg, éd. établie et annotée par Franck Lhomeau, Joseph K., 1994.
- Michel Butor et Georges Perros, Correspondance 1955-1978, éd. annotée par Franck Lhomeau, avec la collaboration de Michel Butor, Joseph K., 1996.
- C'est l'histoire de la Série Noire 1945-2015 (ouvrage collectif)[4],[5],[13], Gallimard, 2015.
- Michel Audiard, Chaque fois qu'un innocent a l'idée de monter un chef-d'œuvre, le chœur des cafards entre en transe..., Chroniques cinématographiques, 1946-1949, éd. établie, présentée et annotée par Franck Lhomeau, Joseph K., 2020.
- Michel Audiard, Ça ne me regarde pas, Reportages, nouvelles et contes inédits, 1946-1947, éd. établie, présentée et annotée par Franck Lhomeau, Joseph K., 2021[7].
- Michel Audiard et Albert Simonin, Le Cave se rebiffe, Mélodie en sous-sol, Les Tontons flingueurs, scénarios édités, présentés et annotés par Franck Lhomeau, Institut Lumière/Actes Sud, 2021[7].

### Articles (sélection)
- « Le véritable lancement de la Série Noire », Temps Noir, no 4, 2000.
- « Narcejac sans Boileau », Temps Noir, no 12, 2009.
- « Les premiers Français de la Série Noire I (1948-1953) », Temps Noir, no 13, 2010.
- « Les premiers Français de la Série Noire II (1954) », Temps Noir, no 14, 2011.
- « Meckert/Amila  en blanc & noir », Temps Noir, no 15, 2012.
- « Les collections de romans populaires de la Librairie Gallimard avant la Série Noire », dans Gallimard 1911-2011. Lectures d'un catalogue, Gallimard, «Les Cahiers de la NRF», 2012.
- « Les premiers Français de la Série Noire III (1955-1960) », Temps Noir, no 16, 2013.
- « Le Passé tous risques de José Giovanni (entretien avec Bertrand Tavernier) », Temps Noir, no 16, 2013.
- « Narcejac à Coatmeur, Correspondance (1957-1976) », Temps Noir, no 17, 2014.
- « La Série Noire de Marcel Duhamel », Temps Noir, no 19, 2016.
- « La vérité sur l’affaire Audiard », Temps Noir, no 20, 2017.
- « De Max le Menteur aux Tontons flingueurs », Temps Noir, no 22 (spécial Tontons flingueurs), 2020.
- « L'attraction exercée par les ennemis publics sur la cervelle des cinéastes ne date pas d'aujourd'hui… », Revue des Deux Mondes (spécial Michel Audiard), juillet-août 2022.